# دوري زنجبار الممتاز
دوري زنجبار الأول لكرة القدم هو الدوري الوطني لكرة القدم في زنجبار.